# Pallacanestro ai Giochi della XXX Olimpiade - Convocazioni al torneo maschile

## Gruppo A

### Argentina
Allenatore:  Julio Lamas
| N. | Ruolo | Giocatore            | Anno | Squadra             |
| -- | ----- | -------------------- | ---- | ------------------- |
| 4  | AG    | Luis Scola           | 1980 | Phoenix Suns        |
| 5  | G     | Emanuel Ginóbili     | 1977 | San Antonio Spurs   |
| 6  | AP    | Marcos Mata          | 1986 | Peñarol M. d. Plata |
| 7  | AG    | Leonardo Gutiérrez   | 1978 | Peñarol M. d. Plata |
| 8  | P     | Pablo Prigioni       | 1977 | N.Y. Knicks         |
| 9  | AG/C  | Juan Pedro Gutiérrez | 1983 | Obras Sanitarias    |
| 10 | AP/G  | Carlos Delfino       | 1982 | Milwaukee Bucks     |
| 11 | P     | Facundo Campazzo     | 1991 | Peñarol M. d. Plata |
| 12 | C     | Martín Leiva         | 1980 | Peñarol M. d. Plata |
| 13 | AP    | Andrés Nocioni       | 1979 | Saski Baskonia      |
| 14 | AP    | Hernán Jasen         | 1978 | Siviglia            |
| 15 | AG    | Federico Kammerichs  | 1980 | Regatas Corrientes  |

### Francia
Allenatore:  Vincent Collet
| N. | Ruolo | Giocatore        | Anno | Squadra             |
| -- | ----- | ---------------- | ---- | ------------------- |
| 4  | AG    | Kevin Séraphin   | 1989 | Wash. Wizards       |
| 5  | AP/G  | Nicolas Batum    | 1988 | Portland T. Blazers |
| 6  | G     | Fabien Causeur   | 1987 | Saski Baskonia      |
| 7  | AP/G  | Yakhouba Diawara | 1982 | Pall. Varese        |
| 8  | C     | Ali Traoré       | 1985 | Lokomotiv Kuban'    |
| 9  | P     | Tony Parker      | 1982 | San Antonio Spurs   |
| 10 | G     | Yannick Bokolo   | 1985 | BCM Gravelines      |
| 11 | AP    | Florent Piétrus  | 1981 | Valencia            |
| 12 | P/G   | Nando de Colo    | 1987 | San Antonio Spurs   |
| 13 | AG/AP | Boris Diaw       | 1982 | San Antonio Spurs   |
| 14 | AG/C  | Ronny Turiaf     | 1981 | Miami Heat          |
| 15 | AP    | Mickaël Gelabale | 1983 | Chimki              |

### Lituania
Allenatore:  Kęstutis Kemzūra
| N. | Ruolo | Giocatore            | Anno | Squadra          |
| -- | ----- | -------------------- | ---- | ---------------- |
| 4  | G     | Rimantas Kaukėnas    | 1977 | Mens Sana Siena  |
| 5  | P/G   | Mantas Kalnietis     | 1986 | Žalgiris Kaunas  |
| 6  | G/AP  | Jonas Mačiulis       | 1985 | Mens Sana Siena  |
| 7  | G/AP  | Martynas Pocius      | 1986 | Real Madrid      |
| 8  | AP    | Simas Jasaitis       | 1982 | Lokomotiv Kuban' |
| 9  | AG/C  | Darius Songaila      | 1978 | Valladolid       |
| 10 | G     | Renaldas Seibutis    | 1985 | Lietuvos rytas   |
| 11 | AP    | Linas Kleiza         | 1985 | Toronto Raptors  |
| 12 | A     | Paulius Jankūnas     | 1984 | Žalgiris Kaunas  |
| 13 | P     | Šarūnas Jasikevičius | 1976 | Panathīnaïkos    |
| 14 | C     | Jonas Valančiūnas    | 1992 | Toronto Raptors  |
| 15 | C     | Antanas Kavaliauskas | 1984 | VEF Rīga         |

### Nigeria
Allenatore:  Ayo Bakare
| N. | Ruolo | Giocatore          | Anno | Squadra           |
| -- | ----- | ------------------ | ---- | ----------------- |
| 4  | G     | Tony Skinn         | 1983 | Ironi Ashkelon    |
| 5  | P/G   | Ekene Ibekwe       | 1985 | Bayreuth          |
| 6  | G/AP  | Ike Diogu          | 1983 | Cap. de Arecibo   |
| 7  | G/AP  | Al-Farouq Aminu    | 1990 | N.O. Hornets      |
| 8  | AP    | Ade Dagunduro      | 1986 | Lovanio Bears     |
| 9  | AG/C  | Chamberlain Oguchi | 1986 | Pant. de Miranda  |
| 10 | G     | Koko Archibong     | 1981 | Gießen 46ers      |
| 11 | AP    | Richard Oruche     | 1987 | Académica         |
| 12 | A     | Ejike Ugboaja      | 1985 | Jahesh Tar. Qom   |
| 13 | P     | Derrick Obasohan   | 1981 | Joventut Badalona |
| 14 | C     | Alade Aminu        | 1987 | Élan Chalon       |
| 15 | C     | Olumide Oyedeji    | 1981 | Qingdao Eagles    |

### Tunisia
Allenatore:  Adel Tlatli
| N. | Ruolo | Giocatore            | Anno | Squadra          |
| -- | ----- | -------------------- | ---- | ---------------- |
| 4  | C     | Radhouane Slimane    | 1980 | Al-Hilal Riyad   |
| 5  | G     | Marouan Laghnej      | 1986 | JS Kairouanaise  |
| 6  | A     | Amine Maghrebi       | 1984 | Ezzahra Radès    |
| 7  | G     | Mourad el-Mabrouk    | 1986 | Ezzahra Radès    |
| 8  | P     | Marouan Kechrid      | 1981 | Maghreb Fès      |
| 9  | AG/C  | Mohamed Hdidane      | 1986 | Wydad Casablanca |
| 10 | AP    | Atef Maoua           | 1981 | Étoile du Sahel  |
| 11 | AP    | Mokhtar Ghyaza       | 1986 | Ezzahra Radès    |
| 12 | G     | Makram Ben Romdhane  | 1989 | Étoile du Sahel  |
| 13 | AG/C  | Amine Rzig           | 1980 | Al-Ahly Cairo    |
| 14 | AG    | Mehdi Labeyrie-Hafsi | 1978 | Monaco           |
| 15 | C     | Salah Mejri          | 1986 | Anversa Giants   |

### Stati Uniti
Allenatore:  Mike Krzyzewski
| N. | Ruolo | Giocatore         | Anno | Squadra            |
| -- | ----- | ----------------- | ---- | ------------------ |
| 4  | C     | Tyson Chandler    | 1982 | N.Y. Knicks        |
| 5  | AP    | Kevin Durant      | 1988 | Oklahoma Thunder   |
| 6  | AP/AG | LeBron James      | 1984 | Miami Heat         |
| 7  | P     | Russell Westbrook | 1988 | Oklahoma Thunder   |
| 8  | P     | Deron Williams    | 1984 | Brooklyn Nets      |
| 9  | G/AP  | Andre Iguodala    | 1984 | Philadelphia 76ers |
| 10 | G/AP  | Kobe Bryant       | 1978 | L.A. Lakers        |
| 11 | AG/C  | Kevin Love        | 1988 | Minnesota T'wolves |
| 12 | P/G   | James Harden      | 1989 | Oklahoma Thunder   |
| 13 | P     | Chris Paul        | 1985 | L.A. Clippers      |
| 14 | AG/C  | Anthony Davis     | 1993 | N.O. Hornets       |
| 15 | AP    | Carmelo Anthony   | 1984 | N.Y. Knicks        |

## Gruppo B

### Australia
Allenatore:  Brett Brown
| N. | Ruolo | Giocatore           | Anno | Squadra            |
| -- | ----- | ------------------- | ---- | ------------------ |
| 4  | G     | Peter Crawford      | 1979 | Townsv. Crocodiles |
| 5  | P     | Patty Mills         | 1988 | San Antonio Spurs  |
| 6  | P/AG  | Adam Gibson         | 1986 | Gold Coast Blaze   |
| 7  | G/AP  | Joe Ingles          | 1987 | Barcellona         |
| 8  | G/AP  | Brad Newley         | 1985 | Valencia           |
| 9  | G/AP  | Matthew Dellavedova | 1990 | Saint Mary's Gaels |
| 10 | AG    | David Barlow        | 1983 | Murcia             |
| 11 | AG    | Mark Worthington    | 1983 | Gold Coast Blaze   |
| 12 | C     | Aron Baynes         | 1986 | Ikaros Kallithea   |
| 13 | AG/C  | David Andersen      | 1980 | Mens Sana Siena    |
| 14 | AG/C  | Matt Nielsen        | 1978 | Chimki             |
| 15 | C     | Aleks Marić         | 1984 | Panathīnaïkos      |

### Brasile
Allenatore:  Rubén Magnano
| N. | Ruolo | Giocatore            | Anno | Squadra             |
| -- | ----- | -------------------- | ---- | ------------------- |
| 4  | G/AP  | Marcelinho           | 1975 | Flamengo            |
| 5  | P     | Raulzinho            | 1992 | San Sebastián       |
| 6  | C     | Caio Torres          | 1987 | Flamengo            |
| 7  | P     | Larry Taylor         | 1980 | Bauru               |
| 8  | P     | Alex                 | 1980 | UniCEUB Brasília    |
| 9  | P     | Marcelinho Huertas   | 1983 | Barcellona          |
| 10 | P/G   | Leandro Barbosa      | 1982 | Indiana Pacers      |
| 11 | AG    | Anderson Varejão     | 1982 | Cleveland Cavaliers |
| 12 | AG    | Guilherme Giovannoni | 1980 | UniCEUB Brasília    |
| 13 | AG/C  | Nenê                 | 1982 | Wash. Wizards       |
| 14 | A     | Marquinhos           | 1984 | Flamengo            |
| 15 | C     | Tiago Splitter       | 1985 | San Antonio Spurs   |

### Cina
Allenatore:  Bob Donewald
| N. | Ruolo | Giocatore     | Anno | Squadra             |
| -- | ----- | ------------- | ---- | ------------------- |
| 4  | C     | Ding Jinhui   | 1989 | Zhejiang G. Bulls   |
| 5  | P/G   | Liu Wei       | 1980 | Shanghai Sharks     |
| 6  | AP    | Yi Li         | 1987 | Jiangsu Dragons     |
| 7  | A/G   | Wang Shipeng  | 1983 | Guangdong S. Tigers |
| 8  | A     | Zhu Fangyu    | 1983 | Guangdong S. Tigers |
| 9  | AP    | Sun Yue       | 1985 | Free agent          |
| 10 | C     | Zhang Zhaoxu  | 1987 | Shanghai Sharks     |
| 11 | AG    | Yi Jianlian   | 1987 | Dallas Mavericks    |
| 12 | P     | Guo Ailun     | 1993 | Liaoning Dinosaurs  |
| 13 | P     | Chen Jianghua | 1989 | Guangdong S. Tigers |
| 14 | C     | Wang Zhizhi   | 1979 | Bayi Rockets        |
| 15 | AP    | Zhou Peng     | 1989 | Guangdong S. Tigers |

### Gran Bretagna
Allenatore:  Chris Finch
| N. | Ruolo | Giocatore         | Anno | Squadra             |
| -- | ----- | ----------------- | ---- | ------------------- |
| 4  | AG/C  | Kieron Achara     | 1983 | Manresa             |
| 5  | P     | Andrew Lawrence   | 1990 | CofC Cougars        |
| 6  | G     | Mike Lenzly       | 1981 | ČEZ Nymburk         |
| 7  | AG    | Pops Mensah-Bonsu | 1983 | Beşiktaş            |
| 8  | AP    | Andrew Sullivan   | 1980 | Leicester Riders    |
| 9  | AP    | Luol Deng         | 1985 | Chicago Bulls       |
| 10 | C     | Robert Archibald  | 1980 | Saragozza           |
| 11 | AG/C  | Joel Freeland     | 1987 | Portland T. Blazers |
| 12 | G     | Nate Reinking     | 1973 | Sheffield Sharks    |
| 13 | C     | Dan Clark         | 1988 | Estudiantes         |
| 14 | P/G   | Kyle Johnson      | 1988 | APOEL               |
| 15 | C     | Eric Boateng      | 1985 | Peristeri           |

### Russia
Allenatore:  David Blatt
| N. | Ruolo | Giocatore        | Anno | Squadra              |
| -- | ----- | ---------------- | ---- | -------------------- |
| 4  | G     | Aleksej Šved     | 1988 | Minnesota T'wolves   |
| 5  | C     | Timofej Mozgov   | 1986 | Denver Nuggets       |
| 6  | G     | Sergej Karasëv   | 1983 | Zenit S. Pietroburgo |
| 7  | P/G   | Vitalij Fridzon  | 1985 | Chimki               |
| 8  | C     | Saša Kaun        | 1985 | CSKA Mosca           |
| 9  | G     | Evgenij Voronov  | 1986 | CSKA Mosca           |
| 10 | AG    | Viktor Chrjapa   | 1982 | CSKA Mosca           |
| 11 | AG    | Semën Antonov    | 1989 | Nižnij Novgorod      |
| 12 | AP    | Sergej Monja     | 1983 | Chimki               |
| 13 | G     | Dmitrij Chvostov | 1989 | Chimki               |
| 14 | G     | Anton Ponkrašov  | 1986 | CSKA Mosca           |
| 15 | AP/AG | Andrej Kirilenko | 1981 | CSKA Mosca           |

### Spagna
Allenatore:  Sergio Scariolo
| N. | Ruolo | Giocatore             | Anno | Squadra             |
| -- | ----- | --------------------- | ---- | ------------------- |
| 4  | AG/C  | Pau Gasol             | 1980 | L.A. Lakers         |
| 5  | G     | Rudy Fernández        | 1985 | Real Madrid         |
| 6  | P     | Sergio Rodríguez      | 1986 | Real Madrid         |
| 7  | G     | Juan Carlos Navarro   | 1980 | Barcellona          |
| 8  | P     | José Calderón         | 1981 | Toronto Raptors     |
| 9  | C     | Felipe Reyes          | 1980 | Real Madrid         |
| 10 | AG/AP | Víctor Claver         | 1988 | Portland T. Blazers |
| 11 | AP/G  | Fernando San Emeterio | 1984 | Saski Baskonia      |
| 12 | P/G   | Sergio Llull          | 1987 | Real Madrid         |
| 13 | AG/C  | Marc Gasol            | 1985 | Memphis Grizzlies   |
| 14 | AG    | Serge Ibaka           | 1989 | Oklahoma Thunder    |
| 15 | P     | Víctor Sada           | 1984 | Barcellona          |